# Пугачово (Нестеровський район)
Пугачово (рос. Пугачёво) — селище Нестеровського району, Калінінградської області Росії. Входить до складу Чистопрудненського сільського поселення.
Населення —  54 особи (2015 рік). 

## Населення
| 2002 | 2010 |
| ---- | ---- |
| 75   | ↘54  |